# Philotheca buxifolia
Philotheca buxifolia är en vinruteväxtart. Philotheca buxifolia ingår i släktet Philotheca och familjen vinruteväxter.

## Underarter
Arten delas in i följande underarter:
- P. b. buxifolia
- P. b. falcata
- P. b. obovata